# Tektitekisch
Tektitekisch (Tectiteco, Teco, B'a'aj) ist eine Maya-Sprache, die von etwa 2000 bis 6000 Indigenen in den Municipios Tectitán und Cuilco im Departamento Huehuetenango in Guatemala sowie in den Municipios Amatenango de la Frontera und Mazapa de Madero im Bundesstaat Chiapas in Mexiko gesprochen wird.
Das Tektitekische ist mit der Mam-Sprache verwandt.
Bei der Volkszählung von 2002 in Guatemala gaben 1144 Personen Tektiteko als Muttersprache an; 2077 Personen bezeichneten sich als Tektiteken. Laut SIL International wird das Tektitekische im Jahre 2002 von 4900 Menschen in Guatemala sowie 1000 Menschen in Mexiko gesprochen.